# (19310) Osawa
(19310) Osawa (1996 VF1) – planetoida z pasa głównego asteroid okrążająca Słońce w ciągu 3,74 lat w średniej odległości 2,41 j.a. Odkryta 4 listopada 1996 roku.